# 大隈財政
大隈財政（おおくまざいせい）は、明治初期に大蔵卿大隈重信（参議兼務）によって推進された財政政策のことを指す。事実上の後任である松方正義の「松方財政」との対比としても用いられる。

## 背景
大隈の大蔵卿在任時期は1873年10月25日 ‐ 1880年2月28日であるが、実際には1869年8月15日（旧暦明治2年7月8日）に近代大蔵省創立とともに大蔵大輔に就任して以来事実上の大蔵省の最高責任者であり、大蔵卿退任も伊藤博文が進めた「参議・省卿分離案」によって参議専念の合意が成立したこと（後任大蔵卿佐野常民は大隈直系）で、実際には1881年10月11日の御前会議による参議免官（明治十四年の政変）まで大蔵省及び日本財政の責任者であった。
元来、外国官（後の外務省）にいた肥前藩出身の大隈が財政を扱うようになったのは、旧江戸幕府及び明治新政府及び諸藩による大量の悪金（贋金）発行の事実が発覚し、諸外国より抗議が殺到したことにより、明治政府の貨幣改革に一転して外交交渉が付随することになった特殊事情によるものである（高輪談判）。大隈は当初は参議木戸孝允の支援を受け、木戸と同じ長州藩出身の伊藤博文・井上馨や旧幕臣の渋沢栄一らを登用して、新貨条例制定、予算制度導入、造幣局・印刷局の建設、廃藩置県・地租改正の実施などに尽力する。こうした急進的な木戸・大隈路線に大久保利通は警戒を強め、得能良介・松方正義ら薩摩藩出身者を大蔵省に入れて大隈を牽制しようとしたが、後には木戸・大隈路線に譲歩し、1870年に大隈は参議を兼ね、1873年に大久保が兼ねていた大蔵卿を譲られることになったのである。

## 政策
大隈の政策は廃藩置県・地租改正・秩禄処分を通じて明治政府の財政基盤を安定させ、近代的な商工業育成（殖産興業）のために官営工場を建設するとともに、国立銀行を通じて政府資金を導入して民間事業者の育成に努めた。これによって国際収支を改善するとともに、日本の金融・経済・産業の近代化を図ろうとしたのである。
ところが、この政策を推進するためには多額の資金が必要であり、国債や外債による資金や不換紙幣の大量発行に一時的に依存せざるを得なかった。更に佐賀の乱や西南戦争などの士族反乱によって予定外の財政支出が生じたため、1878年以後にインフレーションに悩まされることになった。この年に大久保が暗殺され、筆頭参議となった大隈は大久保の後を受けて内務卿となった伊藤博文とともに、右大臣岩倉具視を擁しながら政府を運営することになった。
大隈はインフレーションに対応するための公債・紙幣の整理策を求められ、同年に「公債及び紙幣償還概算書」を作り1905年までの償還を計画したものの、翌年にはこれを改訂した「国債紙幣償却方法」（「減債方策」）を作成して、地方への支出抑制、間接税の増加、横浜正金銀行の設立などを行って政府資金の蓄積に尽くした。同時に官有物の払い下げによって官営工場の民間移管を表明したが、大隈は殖産興業政策そのものは放棄せず、殖産興業を大久保の遺志と考える薩摩藩出身の高官や大隈の下で大蔵省に起用された肥前藩出身の若手官僚（石丸安世・石橋重朝ら）も同調した。
1880年2月に伊藤博文の提案で参議と卿の分離が実施され、大隈は同郷の佐野常民を後任として自らを「会計部分掌」（財政担当）参議とすることでこれを受け入れた。一方、薩摩藩出身ながら抜本的な財政改革に踏み切らない大隈に不満を抱いていた大蔵大輔の松方正義は佐野の大蔵卿就任と同時に伊藤の後任の内務卿に転じて大蔵省を去った。5月14日、大隈は大蔵卿時代に作成した抜本的な紙幣整理案を提案した。これによれば行財政整理とともに新たに5,000万円の外債を募集して一気に不換紙幣を償却するというものであった。これに太政官の閣議は紛糾した。伊藤博文は5,000万円は当時の財政収入の8割・地租収入の1.3倍にあたり過大すぎると反対し、内務卿に転じていた松方も紙幣整理の方法としては不適切として反対した。そして、意外にも大隈直系の佐野大蔵卿も反対を表明、更に明治天皇側近の佐々木高行が天皇の意思を奉じて、前年に明治天皇が出した「勤倹の聖旨」と本提案は矛盾すると申し入れを行った。岩倉具視は佐々木の天皇の意向を直接利用した方法には反対であったが、自分に相談無く政策を進める参議（伊藤・大隈）への牽制を目的にこれに乗る形で6月3日に明治天皇の勅諭を得ることによって大隈案を否定したのである。だが、岩倉による代案が地租の米納復帰と言う江戸時代の年貢への復帰という提案であったために、黒田清隆ら一部の支持を得たのみでこれも否決され、最終的に大隈と伊藤が代案を作成するという結論に落ち着いたのである。

## 終焉
ところが、立憲制導入を巡る大隈の左大臣有栖川宮熾仁親王への密奏と議院内閣制の導入提案が岩倉の態度を硬化させ、開拓使官有物払下げ事件に際して出された石丸安世・石橋重朝の「不当廉価」を理由とした払い下げ中止の提議が、自由民権運動と結んだ大隈の謀略として受け止められ、岩倉らの要求によって御前会議が招集され、大隈の参議免官と佐野大蔵卿の更迭、後任に松方内務卿の転任が決定された。これによって大隈財政は終わりを告げることになった。